# Cheyenne Kimball

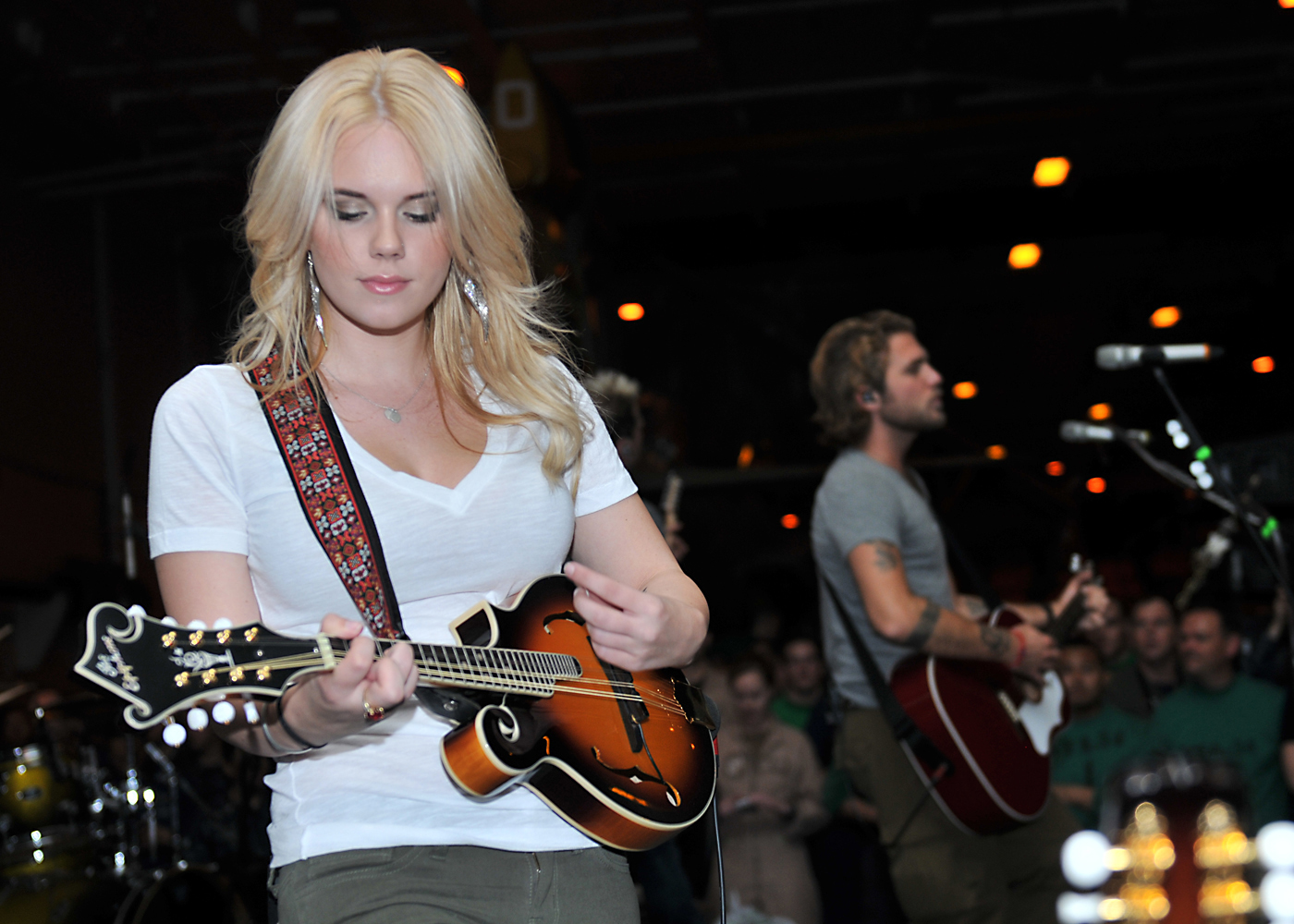
Cheyenne Kimball (2010)

Cheyenne Nichole Kimball (* 27. Juli 1990 in Frisco, Texas) ist eine US-amerikanische Singer-Songwriterin.
Kimball gewann im Alter von zwölf Jahren die Fernsehserie America’s Most Talented Kid. Mit 15 veröffentlichte sie ihr Debüt-Album The Day Has Come im Jahr 2005. Von 2008 bis zum Juli 2011 war sie Mitglied in der Country-Band Gloriana.

## Diskografie

### Studioalben
| Jahr | Titel            | Höchstplatzierung, Gesamtwochen, AuszeichnungChartsChartplatzierungen (Jahr, Titel, Platzierungen, Wochen, Auszeichnungen, Anmerkungen) | Anmerkungen                         |
| Jahr | Titel            | US | Anmerkungen                         |
| ---- | ---------------- | --- | ----------------------------------- |
| 2006 | The Day Has Come | US15 (7 Wo.)US | Erstveröffentlichung: 11. Juli 2006 |

### Singles
| Jahr | Titel Album                 | Höchstplatzierung, Gesamtwochen, AuszeichnungChartsChartplatzierungen (Jahr, Titel, Album, Platzierungen, Wochen, Auszeichnungen, Anmerkungen) | Anmerkungen                     |
| Jahr | Titel Album                 | US | Anmerkungen                     |
| ---- | --------------------------- | --- | ------------------------------- |
| 2006 | Hanging On The Day Has Come | US53 (6 Wo.)US | Erstveröffentlichung: Juni 2006 |

Weitere Singles
- 2006: One Original Thing
- 2007: Four Walls
- 2007: Mr. Beautiful